# Ferdinand Adalbert Kehrer
Ferdinand Adalbert Kehrer (ur. 19 lipca 1883 w Heidelbergu, zm. 9 marca 1966 w Münster) – niemiecki lekarz neurolog i psychiatra, profesor Uniwersytetu w Münsterze.

## Życiorys
Syn lekarza ginekologa Ferdinanda Adolpha Kehrera i Emmy z domu Frisch. Studiował medycynę na Uniwersytecie w Heidelbergu, Berlinie, Monachium i Kilonii. Tytuł doktora medycyny otrzymał w Heidelbergu w 1908 roku. Następnie specjalizował się w neurologii i psychiatrii, pracował jako asystent we Fryburgu Bryzgowijskim i Kilonii. Następnie w Klinice Wollenberga we Wrocławiu, gdzie habilitował się w 1914 roku. W 1918 został profesorem nadzwyczajnym. W 1925 powołany na katedrę psychiatrii Uniwersytetu w Münsterze, wykładał do 1951.

## Wybrane prace
- Psychotherapie und Psychiatrie. Springer, 1926
- Das Verstehen und Begreifen in der Psychiatrie. Thieme, 1951